# Stadio Diagoras
Lo stadio Diagoras è un impianto sportivo per il calcio di Rodi, in Grecia, utilizzato dalle squadre Gymnastikos Syllogos Diagoras Rodou e Podosfairiki Anonymi Etaireia Athlitikos Syllogos Rodos. Ha una capienza di 3693 spettatori.
Lo Stadio Comunale di Rodi "Diagoras" (ex Nazionale), con il suo originale nome italiano Arena Del Sole, è uno stadio di calcio e ciclismo della città di Rodi ed è la sede dell'Assemblea Generale di Diagoras Rodi e AS Rodi.
È ben illuminato, ha una pista ciclabile e un tetto coperto ai cancelli 1 e 2. Dispone inoltre di un centro di allenamento ausiliario con erba naturale e campi da basket e pallavolo aperti.

## Storia
Lo stadio fu costruito nel 1932 dalle autorità italiane con l'architetto Armando Bernabiti, sulla base di un antico stadio ellenico a forma di U, con tribune su tre lati, e fu poi chiamato Arena Del Sole, si ha notizia che nel 1936 con il cambio di comandante dell'allora Dodecaneso italiano, da Mario Lago a Cesare Maria De Vecchi, lo stadio fu ribattezzato "Stadio Mussolini", ma non ci sono fonti valide. Verso la fine della seconda guerra mondiale fu chiamato "Diagoras" dall'antico pugile Diagoras di Rodi dai membri dell'Assemblea Generale del club e da altri patrioti di Rodi, in quanto utilizzato come sede dell'Associazione Ginnastica Diagoras.
All'inizio degli anni '80 il muro esterno dello stadio era di circa 250 cm., poi raddoppiato, perdendo così la sua originaria forma italiana, ma non nel centro di allenamento ausiliario. La capacità record dello stadio è di 8.500 persone. La capienza dello stadio è di 3.693 posti.
Fino all'inizio del nuovo millennio non esistevano posti a sedere, ad eccezione della tribuna coperta, fino a quando non furono collocati nel resto dello stadio. Nel 2016, per ordinanza della Terza Divisione Nazionale, i seggi sono stati rimossi. Nel 2019 il muro dal cancello 4 al 5 è stato inclinato e abbattuto per essere riparato. Nel 2019 il Comune di Rodi, per ordine della Lega Calcio, ha ripristinato i sedili.
Nel 2020 il muro alle porte 4-5 è stato riparato nella sua prima forma italiana e con le stesse identiche pietre di alabastro utilizzate nella sua costruzione nel 1932.
Nel 2021 è stato approvato un fondo per la ristrutturazione e la manutenzione dello stadio e degli impianti, che però non ne modificheranno l'aspetto originario in quanto fa parte del Servizio dei Monumenti Moderni.

## Altri progetti

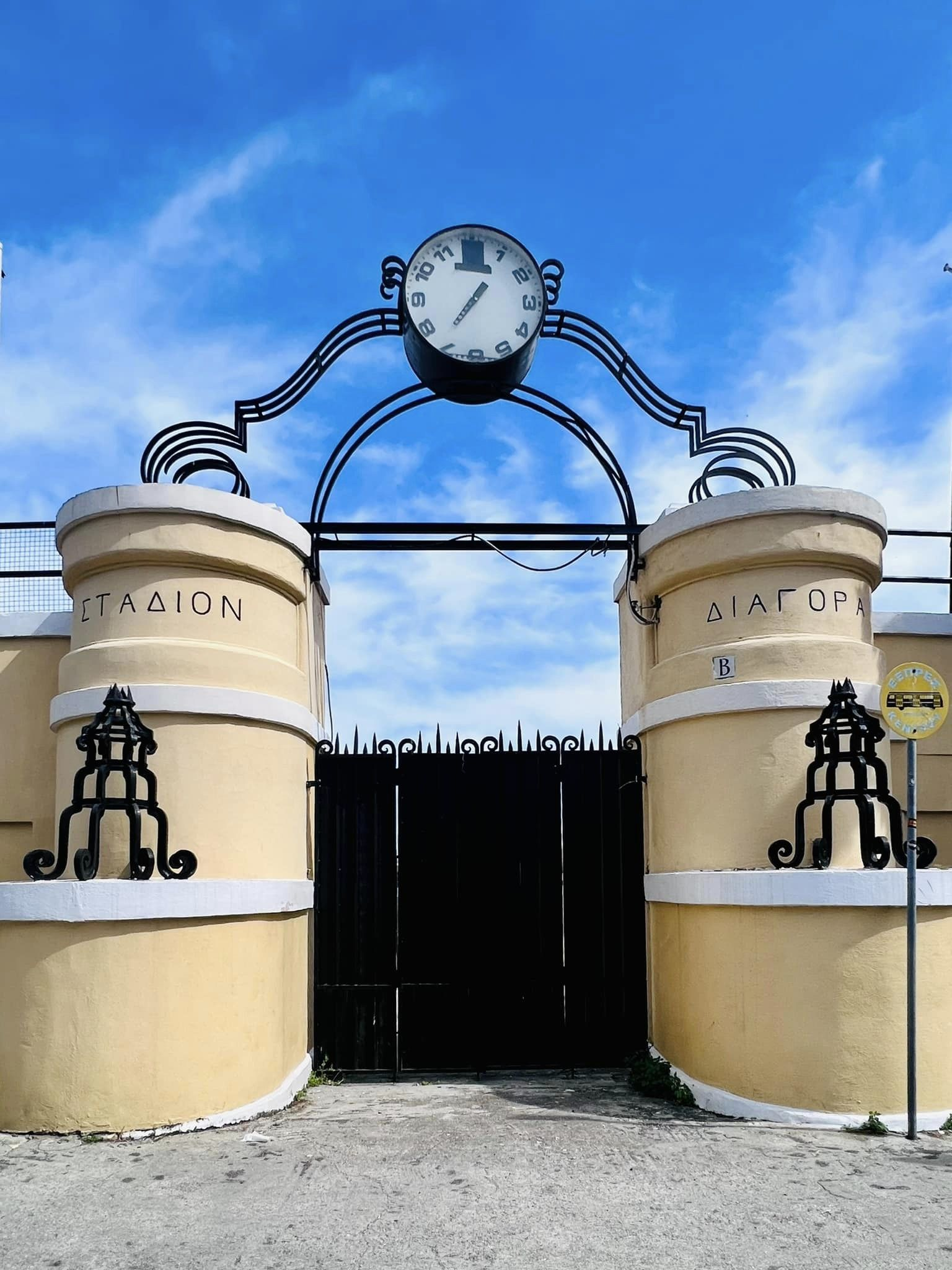
Entrata Stadio Diagoras "Arena del Sole" 2023

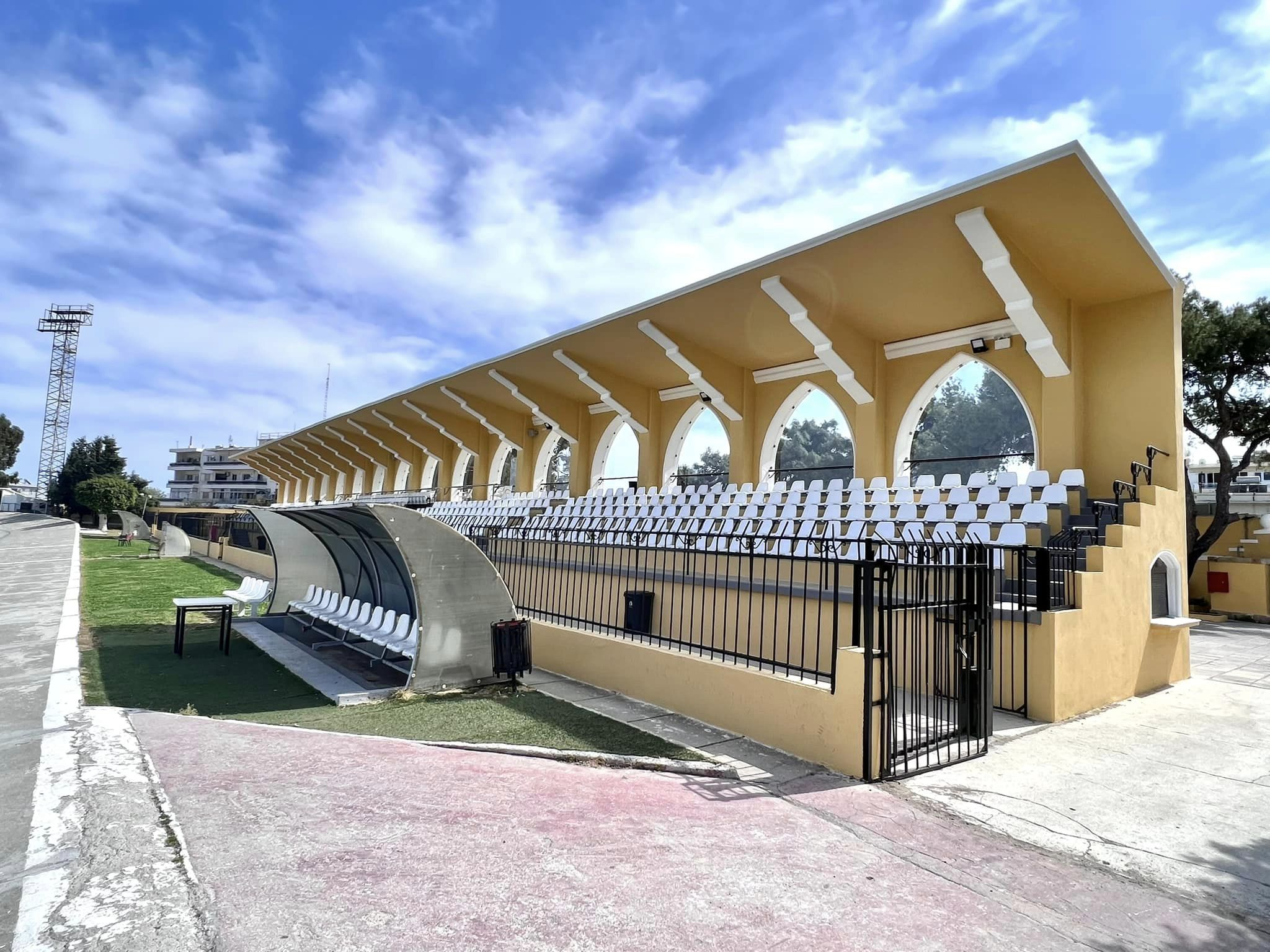
Tribune coperte 2023

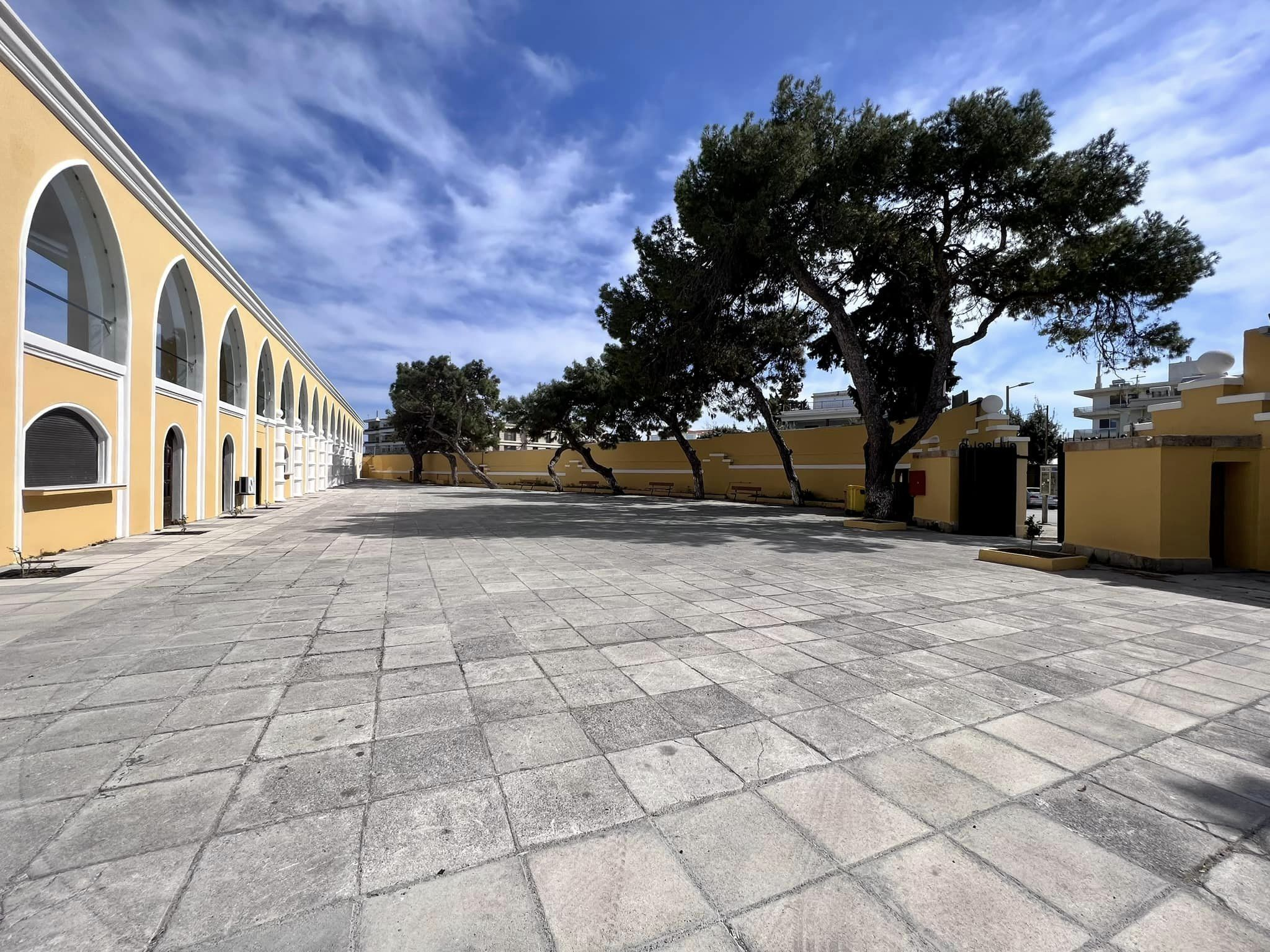
Piazzale entrata e retro tribune 2023